# Natusha
Natusha, pseudonimo di Nathalie Díaz Rodríguez de Graça (Issy-les-Moulineaux, 10 marzo 1966), è una cantante e giornalista francese naturalizzata venezuelana.
Nella sua carriera artistica progettò la fusione di ritmi latini tropicali nei generi chiamati tecnomerengue e pop latino con cui ottenne successo in tutta l'America Latina, motivi per i quali è diventata ''La Reina de la Lambada'' (La Regina della Lambada) e "La Reina del Meneito" (La Regina del Meneito).

## Biografia
Natusha è nata il 10 marzo 1966 a Issy-les-Moulineaux, un sobborgo di Parigi, figlia di padre portoghese e madre spagnola. Ha vissuto lì fino all'età di 15 anni, quando il padre era diplomatico in Francia. Grazie alla professione di diplomatico del padre, Natusha imparò l'inglese, il portoghese, l'italiano, il francese e lo spagnolo. La sua carriera di cantante è iniziata molto presto: all'età di dieci anni aveva una sua band; studiò, tra le altre cose, pianoforte e canto. Visse poi in Portogallo per due anni, quindi si trasferì in Brasile con i genitori, stabilendosi a Rio de Janeiro all'età di 17 anni, dove entrò nel mondo della musica caraibica dopo il primo contatto con la bossanova e altri generi del Paese. In seguito venne scoperta da Luis Alva Lescano, un produttore musicale peruviano residente in Venezuela, che la lanciò con successo intorno al Natale del 1990 con il suo gruppo Kondor Band, all'apice del boom della lambada. Natusha sentì un'affinità con il Venezuela, motivo per cui è diventata anche cittadina venezuelana.

## Carriera
Mentre si trovava in Brasile, l'artista si stava esibendo in un hotel, quando un venezuelano registrò la sua voce su una cassetta e la mostrò a un amico del produttore peruviano Luis Alva Lescano, figlio del proprietario della casa discografica venezuelana Discomoda. L'azienda contattò l'artista e la invitò in Venezuela, dove decisero di registrare le ballate Así e Imaginariamente su 45 giri, per le quali ingaggiarono Luis Alva. La cantante esordì con il nome di Nathalie & Su Grupo Bragas Rojas. Tuttavia, questo progetto non funzionò come l'azienda sperava, perché il formato a 45 giri aveva perso popolarità e l'azienda fallì anche nella promozione.
L'etichetta discografica non proseguì la collaborazione e lei passò un po' di tempo a cercare opportunità con altre case discografiche. Poiché non ci furono risultati, lei e i suoi genitori si trasferirono a Puerto Ordaz, dove la sua famiglia aprì una gastronomia. Quando Luis Alva concepì il progetto di interpretare la lambada in Venezuela, iniziò a cercare una cantante con determinate caratteristiche fisiche e vocali per essere la voce del progetto che si sarebbe chiamato "Kondor Band". Fu a quel punto che si ricordò del contatto che aveva avuto con Nathalie Diaz: le inviò le demo con le canzoni e le fece la proposta. Lei accettò e Alva decise di darle un soprannome artistico, usando il soprannome che l'artista aveva da bambina (Natusha), che all'epoca suonava esotico. Luis Alva ribattezzò il progetto "Natusha & Kondor Band", in modo che il suo nome diventasse noto e fosse utile per un'eventuale carriera da solista. Produsse autonomamente l'album e poi ne negoziò la commercializzazione con la società affiliata della EMI in Venezuela, la EMI-Rodven.
Con il suo primo album, Natusha debuttò nello show musicale venezuelano Sábado Sensacional, conquistando immediatamente il gusto del pubblico venezuelano. Una volta ottenuto il successo, Natusha divenne indipendente e iniziò a collaborare con il tastierista e co-produttore artistico Jesús Enrique González, con il quale realizzò cinque album di successo, con i quali ha ottenuto dischi di platino e d'oro, come Natusha 94, Natusha Remix 1, Natusha Remix 2 e Natusha Sol y Luna, in cui reinterpretò brani composti dallo stesso Jesús Enrique González, tra cui versioni di canzoni come Respect di Aretha Franklin, Che Che Cole di Willie Colón e il bolero Sin Fe, composto e reso popolare da Bobby Capó. Nel 1992, all'apice del successo, partecipò come ospite a una registrazione dell'orchestra venezuelana Billo's Caracas Boys e si esibì anche al Festival di Viña del Mar, ricevendo una calorosa accoglienza. Sempre nel 1992 incide la canzone Una pena tengo yo, con l'artista venezuelano Roberto Antonio.
Tuttavia, proprio nel momento in cui la sua carriera era all'apice, con l'arrivo del technomerengue Natusha abbandonò l'attività. Le teorie sul perché la proclamata regina della lambada abbia abbandonato la scena musicale così rapidamente vanno dal cambiamento di sonorità dell'etichetta discografica al fatto che l'artista non volesse adeguare le sonorità delle sue canzoni alle mode dell'epoca; ad ogni modo Natusha lasciò il mondo della musica nel 1997 per diventare una giornalista. Attualmente è direttrice del giornale A Voz de Loulé e conduttrice.

## Vita privata
Risiede nella città di Quarteira, nel distretto di El Faro, in Portogallo, dopo aver vissuto per un certo periodo a Madrid, in Spagna.
È sposata con un portoghese ed è madre di due figlie.

## Discografia

### 45 giri
- Así/Imaginariamente (1987) (come Nathalie & Su Grupo Bragas Rojas)

### Album in studio
- Natusha & Kondor Band (1990)
- Enamorada (1991)
- Re-Mix (1992)
- Natusha (1993)
- Remix II (1994)
- Sol y Luna (1995)
- En Concierto (1996)

### Raccolte
- Frente a frente (1992)
- Las súper bailables de... (1993)
- Latin Classics (1999)
- Grandes éxitos (2005)
- Solo lo mejor (2006)

### Collaborazioni
- La nueva rumba lambada (Rumba lambada Remix)
- Una pena tengo yo (con Roberto Antonio)
- Mosaico 55 (con Billo's Caracas Boy's)
- Échale una mano a Venezuela (artisti vari)